# Cinara canatra
Cinara canatra är en insektsart som beskrevs av Hottes och Bradley 1953. Cinara canatra ingår i släktet Cinara och familjen långrörsbladlöss. Inga underarter finns listade i Catalogue of Life.